# 王彥程
王彥程（2001年2月14日—）為台灣花蓮縣出身的職業棒球選手，司職投手。效力於日本職棒東北樂天金鷲，目前尚為育成選手的身份。

## 經歷
- 花蓮縣中正國小少棒隊
- 花蓮縣化仁國中青少棒隊
- 新北市私立穀保高級家事商業職業學校青棒隊
- 臺北市中國文化大學棒球隊（美孚巨人）
- 日本職棒東北樂天金鷲（2019年8月20日－）

## 成棒國手經歷
- 2022年U-23世界盃棒球賽中華隊
- 2022年亞洲運動會棒球比賽中華隊

## 職棒生涯成績
| 年度 | 球隊         | 出賽 | 先發 | 勝投 | 敗投 | 中繼 | 救援 | 完投 | 完封 | 四死 | 三振 | 責失 | 投球局數 | 自責分率 | 被上壘率 |
| ---- | ------------ | ---- | ---- | ---- | ---- | ---- | ---- | ---- | ---- | ---- | ---- | ---- | -------- | -------- | -------- |
| 2019 | 東北樂天金鷲 | －   | －   | －   | －   | －   | －   | －   | －   | －   | －   | －   | －       | －       | －       |
| 合計 | 年           | －   | －   | －   | －   | －   | －   | －   | －   | －   | －   | －   | －       | －       | －       |

## 外部連結
- 王彥程在日本職棒官網（英语）
- 王彥程在Baseball-Reference.com（小聯盟以及海外聯盟）（英语）
- 王彥程在台灣棒球維基館上的頁面（繁體中文）